# 에어필립
에어필립(영어: Air Philip)은 대한민국의 소형항공운송사업자였다.

## 개요
대한민국의 소형항공운송사업자로 무안공항을 거점으로 1차적으로 광주 - 서울(김포) 노선을 시작으로 2차적으로 광주 - 부산, 광주 - 제주노선을 운항할 계획이었지만 2호기 도입후 계획을 바꾸어 국제선 블라디보스토크와 국내선 무안 - 서울(인천)에 취항하였고, 2019년 3월 저비용항공사면허 발급에 실패한 후 경영난으로 인한 2019년 4월 5일 법정관리를 신청했다, 8월 회생절차 신청조차 법원에서 기각당해 사실상 기업으로서의 끝이났다.2020년 3월 5일 에어필립이 운행한 항공기중 HL8320 항공기가 등록이 말소되어 폐업하였다.

## 역사[2]

### 2010년대

#### 2016년
- 12월: 블루에어 인수

#### 2017년
- 8월
  - 국토교통부 운항증명서 변경 교부
  - 블루에어에서 에어필립으로 사명 변경
- 10월: 엠브라에르 ERJ-145 2기 도입 합의
- 11월
  - 1호기 도입계약 체결
  - IATA 코드 배정
  - 안전운항체계변경검사 신청
- 12월
  - CI 선포
  - 사무실 확장이전

#### 2018년
- 1월 15일: ICAO 코드 배정
- 1월 24일: 1호기 도입 (엠브라에르 ERJ-145ER, HL8310)
- 6월 29일: 취항식
- 6월 30일
  - 광주 - 서울(김포) 신규취항
  - 서울(김포) - 광주 신규취항
- 9월 19일: 2호기 도입(엠브라에르 ERJ-145LR, HL8320)
- 10월 8일
  - 광주 - 제주 신규취항
  - 서울(김포) - 제주 신규취항
- 11월 8일: 3호기 도입(엠브라에르 ERJ-145LR, HL8330)
- 11월 25일: 무안 - 서울(인천) 신규취항
- 11월 28일: 무안 - 블라디보스토크 신규취항
- 12월 23일: 4호기 도입(엠브라에르 ERJ-145LR, HL8358)

#### 2019년
- 1월 8일: 무안 - 서울(인천) 무기한 단항
- 1월 17일: 무안 - 오키나와 신규취항
- 1월 18일: 무안 - 블라디보스토크 무기한 단항
- 2월 5일: 무안 - 오키나와 무기한 단항
- 3월 3일
  - 광주 - 서울(김포) 무기한 단항
  - 서울(김포) - 광주 무기한 단항
  - 서울(김포) - 제주 무기한 단항
- 4월 5일: 법정관리 신청
- 2월: 4호기 등록말소 (엠브라에르 ERJ-145LR, HL8358)
- 2월 9일: 4호기 송출 (엠브라에르 ERJ-145LR, HL8358)
- 8월 4일: 3호기 송출 (엠브라에르 ERJ-145LR, HL8330)
- 8월 11일: 1호기 송출 (엠브라에르 ERJ-145ER, HL8310)
- 9월 11일: 2호기 송출 (엠브라에르 ERJ-145LR, HL8320)
- 11월: 홈페이지 폐쇄

### 2020년대

#### 2020년
- 2월: 3호기 등록말소 (엠브라에르 ERJ-145LR, HL8330)
- 2월: 1호기 등록말소 (엠브라에르 ERJ-145ER, HL8310)
- 3월 5일: 2호기 등록말소 (엠브라에르 ERJ-145LR, HL8320)

## 운항 노선
|  | 허브        |
|  | 취항 예정지 |
|  | 전세편 노선 |
|  | 단항 노선   |

| 서울/인천 \|\| align=center\|ICN \|\| align=center\|RKSI \|\| 인천                | [ 3 ] [ 4 ]        | 일 1회 운항, 무안국제공항 발                          |
| 서울/김포 \|\| align=center\|GMP\|\|align=center\|RKSS \|\| 김포                  | [ 5 ] [ 6 ]        | 일 10회 운항, 광주공항 발                             |
| 광주 \|\| align=center\|KWJ \|\| align=center\|RKJJ \|\| 광주                     | 허브               |                                                       |
| 무안 \|\| align=center\|MWX \|\| align=center\|RKJB \|\| 무안                     | 허브               |                                                       |
| 제주 \|\| align=center\|CJU \|\| align=center\|RKPC \|\| 제주                     | [ 7 ]              | 일 1회 운항, 광주공항 발 일 2회 운항, 김포국제공항 발 |
| 오키나와 \|\| align=center\|OKA \|\| align=center\|ROAH \|\| 나하                 | [ 8 ] [ 9 ] [ 10 ] | 주 3회 운항, 무안국제공항 발                          |
| 블라디보스토크 \|\| align=center\|VVO \|\| align=center\|UHWW \|\| 블라디보스토크 | [ 11 ] [ 12 ]      | 주 3회 운항, 무안국제공항 발                          |

## 보유 기종
- 에어필립은 운항 중단 전까지 다음과 같이 보유하고 있었다.

## 같이 보기
- 대한민국의 교통